# Nothoscordum setaceum
Nothoscordum setaceum är en amaryllisväxtart som först beskrevs av John Gilbert Baker, och fick sitt nu gällande namn av Pierfelice Ravenna. Nothoscordum setaceum ingår i släktet vaniljlökar, och familjen amaryllisväxter. Inga underarter finns listade i Catalogue of Life.